# Pour Lucrèce
Pour Lucrèce est une pièce de théâtre en trois actes de Jean Giraudoux créée le 6 novembre 1953, au théâtre Marigny, par la Compagnie Madeleine Renaud et Jean-Louis Barrault, dans une mise en scène de Jean-Louis Barrault.

## Argument
Giraudoux transporte le récit de Tite-Live du suicide de l'héroïne romaine Lucrèce, dans l'Aix-en-Provence de la fin du XIXe siècle. Shakespeare avait en son temps déjà donné une adaptation versifiée de ce récit (The Rape of Lucrece).

## Distribution des rôles à la création
- Jean-Louis Barrault : le Procureur Lionel Blanchard
- Yvonne de Bray : Barbette
- Jeanne Colletin : la bouquetière Gillette
- Jean Desailly : Armand
- Edwige Feuillère : Paola
- Jacques Galland : le gros homme
- Yvan Govar : un bourgeois d'Aix
- Jean Juillard : le serveur Joseph
- Régis Outin : le greffier
- Madeleine Renaud : Lucile Blanchard
- Dominique Rozan : le valet de chambre
- Jean Servais : le Comte Marcellus
- Jacques Sorret : bourgeois d'Aix
- Jean Thouvenin : un domestique
- Simone Valère : Eugénie

## Autres mises en scène
- 1982 : pour Lucrèce de Jean Giraudoux, mise en scène de Jean-Pierre Laruy, Festival de Bellac (Jardins de la sous-préfecture de Bellac), Casino municipal de Vichy, Tulle (Corrèze) et Château de Boussac (Creuse) avec ¨Pascale Audret, Virginie Billetdoux, Bruno Pradal, Bernard Rousselet